# МКП «Борщевик»
МКП «Борщевик» — мобильный комплекс пеленгации «Борщевик», предназначенный для обнаружения и определения местоположения терминалов Starlink.

## Разработчик и назначение
Разработчиком МКП «Борщевик» является ГК «СОЗ».
Назначение: обнаружение и определение местоположения абонентского оборудования Starlink.

## Конструкция и характеристики
Конструкция разработана с учётом применения в различных широтах и погодных условиях.
МКП «Борщевик» предназначен для обнаружения и определения в секторе 180 градусов местоположения терминалов Starlink на расстоянии до 10 км.
Пеленгация и вычисление алгоритмами биангуляции местоположения абонентского оборудования Starlink с точностью до 60 м не превышает 15 минут на одну точку пеленгации.
Комплекс обладает возможностью установки на автомобильном шасси, что обеспечивает тактическое применение на линиях соприкосновения. Автономность работы комплекса обеспечивается компактным источником питания или энергосистемой транспортного средства.
Элементы комплекса могут быть окрашены различными видами камуфляжа, включая применение маскировочных покрытий с отражением инфракрасного диапазона волн.
Обработка полученных данных о местоположении терминалов Starlink осуществляется в современном графическом интерфейсе, созданном по UI/UX-методологии, с возможностью подключения топографических карт местности для интуитивного ориентирования.

## Тактико-технические характеристики
| Наименование параметра                 | Величина      |
| -------------------------------------- | ------------- |
| Дальность, км                          | 10            |
| Время развертывания, минут             | 5             |
| Частотный диапазон, ГГц                | 2,4 ;5,8      |
| Сектор сканирования, град              | 180           |
| Время пеленгации, мин                  | 15            |
| Точность определения местоположения, м | 5 — 60        |
| Потребляемая мощность, Вт              | 70            |
| Питание, В                             | ~220/12       |
| Диапазон рабочих температур, град      | от −20 до +50 |
| Масса (нетто) мобильного комплекса, кг | 30            |

## Фотогалерея
- МКП «Борщевик» в боевом положении
- МКП «Борщевик» в боевом положении на армейском автомобиле «Тигр»
- МКП «Борщевик» на автомобильной платформе в транспортировочном положении